# Meconiumileus
Meconiumileus is het verschijnsel dat de eerste ontlasting van een pasgeborene (meconium) niet op gang komt. 
Dit komt door het ontbreken van peristaltische bewegingen in de darmen. Bij het grootste gedeelte van de pasgeborenen wordt het meconium uitgescheiden binnen 24 uur na geboorte. Indien dit later gebeurt, betekent dit niet automatisch dat er wat verkeerd is. Echter, bij kinderen met cystische fibrose of de ziekte van Hirschsprung komt dit verschijnsel vaker voor.
Dit kan ook een eerste teken zijn van mucoviscidose (synoniem voor cystische fibrose).